# Henry Grimes (musicien)
Pour les articles homonymes, voir Henry Grimes et Grimes.
Henry Alonzo Grimes est un contrebassiste américain né le 3 novembre 1935 à Philadelphie (Pennsylvanie) et mort le 17 avril 2020 à New York (État de New York).

## Biographie

### Jeunesse
Henry Grimes prend des cours de violon au lycée, avant d'adopter la contrebasse à son entrée en lycée technique. En 1953, il intègre la Juilliard School et commence à jouer avec des groupes de rhythm and blues.

### Carrière

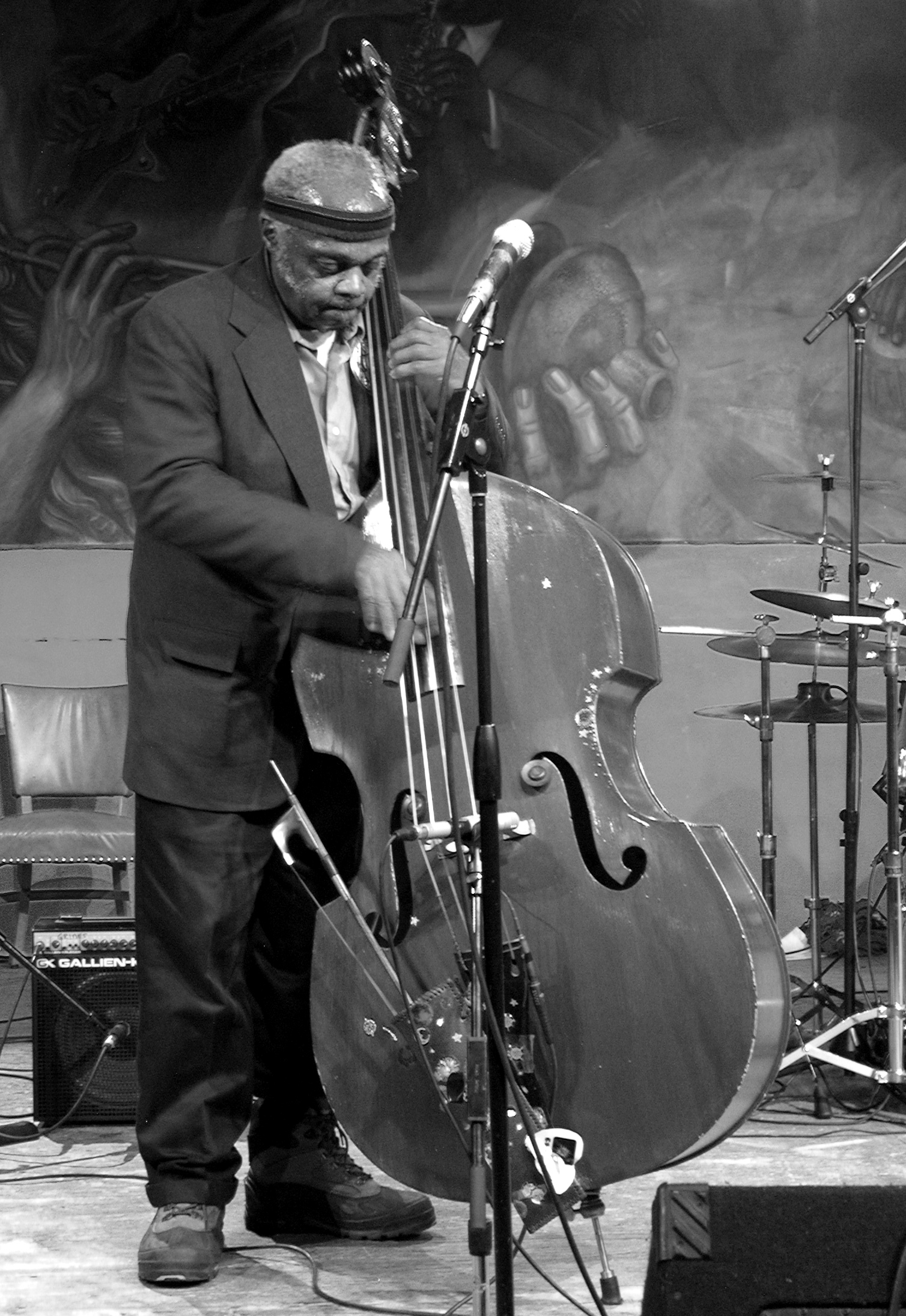
Henry Grimes au HotHouse de Chicago en 2005.

En 1957, Henry Grimes joue avec Anita O'Day, puis Gerry Mulligan, avant d'intégrer le trio de Sonny Rollins (1958-1959, puis 1962). Mais il est surtout actif dans le milieu free jazz et accompagne notamment Cecil Taylor, Don Cherry, Albert Ayler ou encore Pharoah Sanders. Le contrebassiste participe à l'enregistrement de plusieurs dizaines d'albums. Il abandonne la musique en 1967 et vend son instrument.
Coupé du milieu musical durant 35 ans, il est présumé mort. Mais un travailleur social passionné de jazz le localise en Californie, où il survit grâce à des petits boulots et à l'aide sociale. Henry Grimes reprend une activité musicale en 2002, jouant sur une contrebasse que lui a donné William Parker,. En 2003, il se produit au Vision Festival (en) de New York et tourne en Europe, à la tête d'un groupe complété par Perry Robinson et Andrew Cyrille. Depuis son retour dans le milieu musical, Henry Grimes a donné 500 concerts.